# Робер Дуано
Робе́р Дуано́ (фр. Robert Doisneau, *14 квітня 1912, Париж — †1 квітня 1994, там само) — французький фотограф. Деякі його знімки стали іконами військового періоду і гімном романтики 1930-1950-х років. Відомі роботи: «Поцілунок біля будівлі муніципалітету», «Вартовий біля президентського палацу», «Цегляна купа». Під час війни брав участь в русі опору. Відомо, що використовуючи свою літографічну освіту, виготовляв фальшиві паспорти учасникам опору і втікачам з концтаборів.

## Біографія
|  | Я намагався показати світ, в якому мені було б добре, де люди доброзичливі, де я зможу знайти ті добрі почуття, до яких завжди прагнув. Мої фотографії були доказом, що такий світ міг би існувати. |

Робер Дуано народився 14 квітня 1912 року в Жантійі, передмісті Парижа. Коли Роберу було сім років, від туберкульозу померла його мати. Трохи пізніше його батько одружився вдруге. На думку деяких дослідників, ці події дуже вплинули на всю його подальшу долю, в тому числі і на його творчість. У 1925 році, закінчивши середню школу, юнак вступив до Школи графічного мистецтва і друкарської справи Етьєн (école Estienne). Він навчався на гравера-літографа. Ця професія вважалася відмираючою і згодом він шкодував про витрачений на освіту час. Проте на думку історика фотографії Аньєс де Гувьон Сен-Сір, «саме школа пробудила в ньому пристрасть до спостереження, розвинула почуття форми і пропорції, виявила інтерес до художніх образів». У 1929 році, отримавши диплом гравера-літографа, Дуано влаштувався на роботу в Студію графічного мистецтва Ульмана. Він займався виготовленням етикеток і наклейок для фармацевтичних компаній, оформляв рекламну продукцію, а з відкриттям фотографічної майстерні перейшов працювати туди. Незабаром молодий чоловік вийшов з фотоапаратом на вулицю: «Мені було тоді років вісімнадцять, і обладнання, яке я мав, не дозволяло мені знімати рухомі об'єкти», — писав він. Так Дуано, як і його знаменитий попередник Ежен Атже, починає ходити по місту, фотографуючи купи цегли (його перша фотографія так і називається — «Цегляна купа»), огорожі, афіші, будинки. Але на відміну від Атже він не намагається зберегти паризькі реалії для нащадків, його більше хвилюють естетичні переживання: «Можливо, моє око гравера змусило мене звернути увагу на цю цегляну купу, куди так вдало падало світло», — пише він про свою першу фотографію. У 1931 році Робер Дуано познайомився з відомим в той час скульптором Андре Віньо і влаштувався асистентом в його студію. Це була одна з найважливіших зустрічей в його житті, саме в студії Віньо він познайомився з найкращими представниками авангардного мистецтва того часу. Андре Віньо був особистістю неординарною, в нього можна було багато чому навчитися. Віньо був і скульптором, художником, музикантом, режисером і фотографом. Також Дуано цікавиться філософією, вивчає Монтеня, Маркса, Леніна, із захопленням читає класичну і сучасну літературу, вивчає авангардні течії в мистецтві, зокрема сюрреалізм. Фотографії Брассая, а дещо пізніше Кертеша і Атже стають для нього одкровенням, він починає по-новому дивитися на паризькі околиці. У 1932 році Дуано робить свій перший репортаж — серію фотографій про «блошиний ринок» і за допомогою Андре Віньо публікує знімки в газеті «Ексцельсіор». Після цього він вирішує фотографувати людей на вулиці, але здалеку, намагаючись бути не поміченим. Підійти до незнайомої людини, зупинити перехожого, заговорити з ким-небудь на вулиці він не наважувався: «Роки пройшли, перш ніж я подолав це», — ділився він пізніше в одному з інтерв'ю. — «Я зрозумів, що люди, яких фотографую, такі ж, як я сам. Я один з них, і вони прекрасно це розуміють». Незабаром Дуано був змушений піти на військову службу та залишити роботу. А коли він демобілізувався, Віньо вже займався кіно (крім цього у нього були серйозні фінансові труднощі) і молодому фотографу довелося шукати іншу роботу.

### Дуано і «Рено»
В квітні 19З4 року голова фотослужби автомобільної компанії «Рено» Люсьєн Шоффар шукав молоді таланти зі свіжим поглядом на творчість. Саме тоді, в розпал світової економічної кризи, коли панувало безробіття, Шоффар помітив Робера Дуано в студії Андре Віньо і запросив на роботу. На той час Робер мав небагатий професійний досвід і кілька публікацій в пресі. Про автоіндустрію, світ реклами і заможних людей він знав ще менше. До того ж з юності Дуано відрізнявся сором'язливістю, особливо перед людьми, з якими потрібно було контактувати щоденно. А перед ним поставили завдання створити живі і інформативні фотографії з життя «Рено». З одного боку, потрібно просто відобразити все життя підприємства — верстати, конвеєри, людей на їх робочих місцях, в їдальнях, в побуті. З іншого боку, від Дуано чекали ефектних рекламних знімків, здатних збільшити продажі автомобілів Renault і ще більше підняти престиж марки. З рекламною зйомкою було набагато складніше, тому що на той час в рекламній справі не було чіткої системи. Але Дуано зміг цю складну задачу успішно вирішити. Протягом наступних п'яти років роботи на «Рено» він зумів і відзняти в буквальному сенсі хроніку життя і досягнень компанії, і створити прекрасну галерею рекламних знімків. І вже тоді в його роботах проявився характерний авторський стиль. При цьому, варто зауважити, надане йому обладнання було не найліпшим. Пізніше майстер згадував:
|  | Доводилося працювати з допотопною і неточною апаратурою. Камери, наприклад, не мали навіть затвора… А готовий до зйомки апарат важив близько 20 кг. Студія, як правило, являла собою якесь випадкове, тимчасове і абсолютно непридатне приміщення, де завжди було повно людей, дуже важко було зробити правильне освітлення і належним чином відзняти машину. |

Дуано також зізнавався, що всі великосвітські пані та панове, що фігурували в рекламі розкішних автомобілів — насправді переодягнені прості роботяги і робітниці із заводу, що спокусилися можливістю хоч ненадовго відчути смак розкоші. Дуано умів не просто відобразити у своїх фотографіях працю людей, а наповнити їх яскравими емоціями. Наприклад, його улюблений прийом — показати маленьку людину поряд з величезним механізмом на весь передній план. Але при цьому головною у кадрі лишалася все ж таки людина. Дуано розповідав, що спочатку масштаби виробництва його дуже вразили: від механізмів до чисельності зайнятих людей. Але з часом поряд із захопленням, він став розуміти і соціополітичну сторону процесу. Наприклад, під час заворушень і страйків 1936 року, в яких робітники «Рено» зіграли ключову роль, Дуано проявив з ними справжню солідарність — відмовився знімати події, що відбувається на вулицях, щоб потім по його фотографіях ніхто не зміг би виявити і покарати учасників. Успіху Робер Дуано досяг і в реалізації комерційної фотографії: не маючи належного досвіду, він дуже швидко навчився знімати автомобілі. Втім, знавці стверджують, що рекламні знімки молодого Дуано демонструють не тільки його почуття кадру і вміння ставити світло, а й вплив модних фотографів того часу. Зокрема, його знімки автомобілів, де на передньому плані домінує мокра від дощу земля, бруд, явно навіяні творчістю Брассая, особливо його альбомом «Нічний Париж» 1933 року.
|  | Дуано приваблювала можливість відображати ледве помітні нюанси атмосфери і світла, а також передавати текстуру предметів. В його ранніх роботах фігурують бруківка і огорожі, мокрі від дощу — це ті штришки, які були знайомі і близькі йому з міського життя. І та ж тонка увага до характеру, структури речей простежується в його вуличних фото автомобілів. |

— розповідає у передмові до одного з його фотоальбомів знавець його творчості, мистецтвознавець і куратор колекції Renault Art Анн Індри. Проте ж, незважаючи на відмінні результати п'ятирічної роботи офіційний штатним фотографом «Рено», в 1939 році Робер Дуано був звільнений з компанії за «систематичне порушення трудової дисципліни, що виражається в запізненнях».

### Дуано і «Рафо»
Після звільнення Дуано починає співпрацювати з Шарлем Радо, засновником фотоагентства «Рафо», який продає його фотографії і знаходить для нього замовлення. Перше замовлення для Дуано — зйомка про греблю, друге — про древні печери. Саме під час зйомки в печерах Робер Дуано дізнався про оголошення війни і був призваний до армії. Але вже в лютому 1940 року його звільнили від служби через хворобу. Він поїхав до Парижа. Заробітки були нестабільні, скоріше випадкові: фотограф знімав ювелірні прикраси для реклами, друкував і продавав листівки, робив фотографії для книги про французьку науку. Він рідко виходив з фотоапаратом на вулицю — вільного часу було багато, а ось фотоматеріалів не вистачало, тим не менш, він зробив кілька знімків, які стали фотоіконами окупованого Парижа. Наприклад у 1942 році він зробив знімок Le Cheval Tombe. Під час війни освіта літографа стала йому у нагоді: він виготовляв фальшиві паспорти і посвідчення для учасників опору, євреїв, комуністів, втікачів з концентраційних таборів. Коли війна закінчилась, у Дуано з'явилося багато роботи. Фотографів не вистачало, а попит на їх продукцію був дуже високий. Знову запрацювали французькі журнали і газети, в Парижі став виходити знаменитий американський тижневик «Life». Деякий час після війни Дуано працював в агентстві «ADEP», де крім нього працювали Анрі Картьє-Брессон і Роберт Капа, а після того як Раймонд Гроссе відновив фотоагентство «Рафо» — перейшов до нього. Пізніше Картьє-Брессон запропонував йому вступити в «Magnum Photos», але Дуано відмовився: членство в «Magnum Photos» передбачало життя в роз'їздах, а Дуано вважав за найкраще працювати на вулицях рідного міста. Не можна сказати, що він нікуди не виїжджав: він фотографував в Сполучених Штатах, Канаді, інших країнах, але це робота не приносила йому задоволення, він відчував себе як «турист». Він любив Париж.

### Популярність і останні роки
Популярність прийшла до Робера Дуано в середині 1950-х років і з того часу постійно зростала.
У 1949 році Дуано підписав контракт з журналом Vogue, а в 1952 році почав кар'єру незалежного фотографа. Його фотографії входять в постійні композиції десятків найбільших музеїв і художніх галерей по всьому світу, він постійно бере участь у виставках, фотоальбоми майстра користуються підвищеним попитом. Про його життя пишуть дослідження мистецтвознавці, знімаються фільми, в останній чверті XX століття ім'я фотографа набуло дійсно міжнародну популярність. Дуано помер у Парижі 1 квітня 1994 року.
|  | Більше не буде ні його сміху, повного співчуття, ні його разюче веселих і глибоких реплік |

 — записав у своєму записнику Анрі Картьє-Брессон.

## Творчість
«Майстер гуманістичної фотографії», «поет робочого класу Парижа», «найяскравіший представник модернізму», «чарівник об'єктива» — як тільки його не називали і не називають. Робер Дуано — це, можна сказати, ціла епоха у фотографії. Фотографією Робер Дуано заробляв на життя. При цьому примудрявся багато знімати «для себе» — саме ці фотографії і принесли йому славу. Дуано зацікавився фотографією у 1929 році, а з 1934 року зайнявся нею професійно. Роботи Дуано — це фотографії звичайного життя звичайних людей: він любив робити фото під час своїх прогулянок по Парижу і його околицях. Саме Дуано створив образ романтичного Парижа 1930-х та 1950-х років. Світ Робера Дуано складається з реальних сцен життя. Але на його знімках абсолютно немає агресії. Його фотографії — це царство світлої радості та гарного настрою. Робер Дуано завжди був пацифістом, йому, як людині і як фотографу, не подобалося насильство і грубість, і він старався, по можливості, уникати їх і в своєму житті і в своїх роботах. Він не виступав відкрито проти них, не боровся, він просто не фотографував те, з чим був не згоден:
|  | Світ, який я намагався показати, був світом, де мені було б добре, люди були б привітні, де я знайшов би заспокоєння, яке так довго шукав. Мої фотографії були як би доказом того, що такий світ існує. |

Навіть фотографії, зроблені в страшні воєнні роки, зуміли показати романтику і любов, яка живе в різних формах, в різні часи, але головне — вони показують любов до життя самого фотографа через об'єктив фотокамери. Майстру вдалося показати єдність людей, незважаючи на такі різні характери. Ця єдність визначила головну відмінну рису фотографій Робера Дуано — безмежну любов до людей і життєствердний, творчий характер. Дуано не дотримувався традицій художньої фотографії свого часу. Користуючись технікою репортажної зйомки, він шукав незвичайне у звичайному, захоплююче у повсякденному. Невід'ємною рисою фотографій Дуано був гумор — його навіть критикували за надто очевидну анекдотичність його ранніх робіт. У 1950-х роках його гумор став м'якшим: фотограф пояснював це тим, що люди стали краще розуміти фотографію і йому більше не доводиться навантажувати свої роботи занадто явними жартами.

## Поцілунок
Однією з найвідоміших фотографій Робера Дуано став «Поцілунок біля будівлі муніципалітету».
Знімок був зроблений у 1950 році на замовлення журналу «Life». Фотографія мала стати символом молодості, кохання і весни. На перший погляд кадр виглядає абсолютно випадковим. Начебто закохані навіть не підозрюють про присутність фотографа. Спонтанність сцени виключає думку про постановку. У тому ж році знімок був надрукований в «Life» поряд із 6 іншими «паризькими поцілунками». Потім негатив було передано до архіву агентства «Рафо» і понад тридцять років зберігався там аж до 1986 року, коли з нього не надрукували постер. Постер став символом волелюбного Парижа. Тоді ж до фотографії і прийшла справжня світова популярність. За двадцять наступних років «Поцілунок біля будівлі муніципалітету» був надрукований і прикрашав два з половиною мільйони листівок, півмільйона плакатів, крім цього численні календарі, поштові марки, майки, фотоальбоми тощо. Після того як фотографія стала знаменитою, автор отримував багато листів від людей, які ніби-то впізнали себе на знімку. І двічі справа доходила до суду. Перший раз у 1988 році сімейна пара зажадала від фотографа виплати гонорару 90000 доларів. Дуано виграв суд, але йому довелося зізнатися, що, знімок є постановочним і він використовував платних моделей. Контраргумент фотографа був такий, що фотографування пар, що цілуються, можуть поставити їх у незручне становище. Другий раз на фотографа подала до суду колишня актриса Франсуаза Борне, яка теж начебто впізнала себе на фотографії і представила як доказ підписаний Дуано знімок, який він подарував їй після зйомки. Заповзятлива жінка вимагала від фотографа сто тисяч франків, але він знову виграв суд — цього разу він зміг довести, що вже заплатив парі за зйомку. Але репутація Робера Дуано як фотографа-документаліста була сильно зіпсована. Для м'якої натури Дуано це було глибоке розчарування, тому він так не злюбив цей знімок. У 2005 році вже після смерті фотографа, Франсуаза Борне, якій знадобилися гроші, виставила власну підписану фотографію на аукціон, сподіваючись заробити 10-15 тисяч євро. Несподівано навіть для організаторів аукціону анонімний швейцарський колекціонер придбав «Поцілунок біля будівлі муніципалітету» за 155 тисяч євро.

## Виставки
| Оригінальна назва виставки. Дата і місце                                                                        | Переклад українською                 |
| --- | ------------------------------------ |
| Doisneau : Paris en liberté (19 жовтня 2006 — 17 лютого 2007), Отель-де-Віль                                    | Дуано: вільний Париж                 |
| Doisneau Vintage (15 листопада 2007 — 15 грудня 2007), Galerie Christophe Gaillard, Paris                       | Вінтаж Дуано                         |
| Imprimer pour résister ? (6 жовтня 2008 — 11 листопада 2008), école Estienne, Париж                             | Друкувати, щоб протистояти?          |
| L'Alsace de 1945 par Doisneau (25 листопада 2008 — 25 січня 2009), Filature de Mulhouse                         | Ельзас в 1945 році: бачення Дуано    |
| Robert Doisneau 1945, un voyage en Alsace (28 серпня 2009 — 27 вересня 2009), Relais Culturel Régional de Thann | Робер Дуано 1945, подорож до Ельзасу |
| Robert Doisneau, Du métier à l'oeuvre (13 січня 2010 — 18 квітня 2010), Fondation Henri Cartier-Bresson, Париж  | Робер Дуано: від ремесла до роботи   |
| Robert Doisneau, Palm Springs 1960 (1 квітня 2010 — 1 червня 2010), Galerie Claude Bernard, Париж               | Робер Дуано, Палм-Спрінгс 1960       |
| Robert Doisneau, le temps retrouvé (червень 2010 — 30 вересня 2010), la médiathèque, Дінан                      | Робер Дуано: віднайдений час         |
| «Robert Doisneau», rétrospective (10 квітня 2011 — 28 серпня 2011), château de Malbrouck, Мандеран              | «Робер Дуано», ретроспектива         |

## Нагороди і визнання

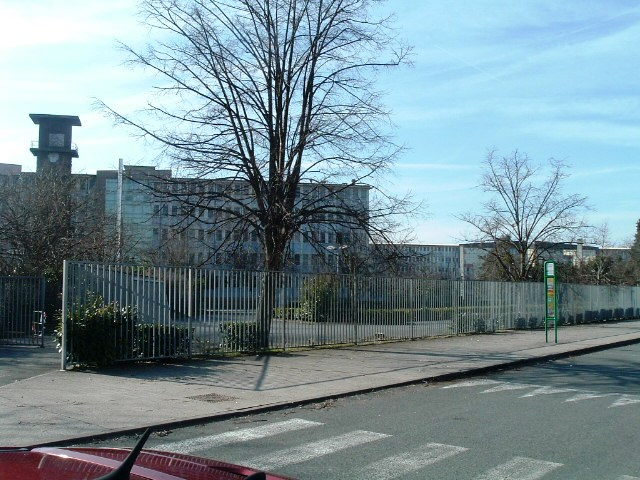
Ліцей імені Робера Дуано в Корбей-Ессон (91)

Робер Дуано став кавалером ордену легіона в 1984. Крім того він є лауреатом нагород:
- Премія Бальзака, 1986
- Гран-прі національної фотографії, 1983
- Премія Ньєпса, 1956
- Приз фірми Кодак, 1947

1973 був знятий короткометражний фільм Париж Робера Дуано («Le Paris de Robert Doisneau»), а в 1992 — Bonjour Monsieur Doisneau (продюсер Сабіна Азема).
У місті Жантії (департамент Валь-де-Марн) є Будинок фотографії Робера Дуано — фотогалерея названа на його честь.
14 квітня 2012, Google до сторіччя від дня народження фотографа запровадив логотип з включенням фотографій цього художника.